# Trinidad és Tobago hadereje
Trinidad és Tobago hadereje a szárazföldi erőkből, a légierőből és a haditengerészetből áll.

## Fegyveres erők létszáma
- Aktív: 2700 fő

## Szárazföldi erők
Létszám
1800 fő
Állomány
- 3 zászlóalj

Felszerelés
- 5 db közepes harckocsi
- 48 db páncélozott szállító jármű
- 4 db vontatásos tüzérségi löveg

## Légierő
Létszám
200 fő
Felszerelés
- 5 db harci repülőgép
- 5 db szállító repülőgép

## Haditengerészet
Létszám
700 fő
Hadihajók
- 12 db járőrhajó